# كارول ستريكلاند
كارول ستريكلاند (بالإنجليزية: Carol Strickland)‏ هي مؤرخة الفن أمريكية، ولدت في 1946.